# شارل-کلود فلائو دو لا بیادری

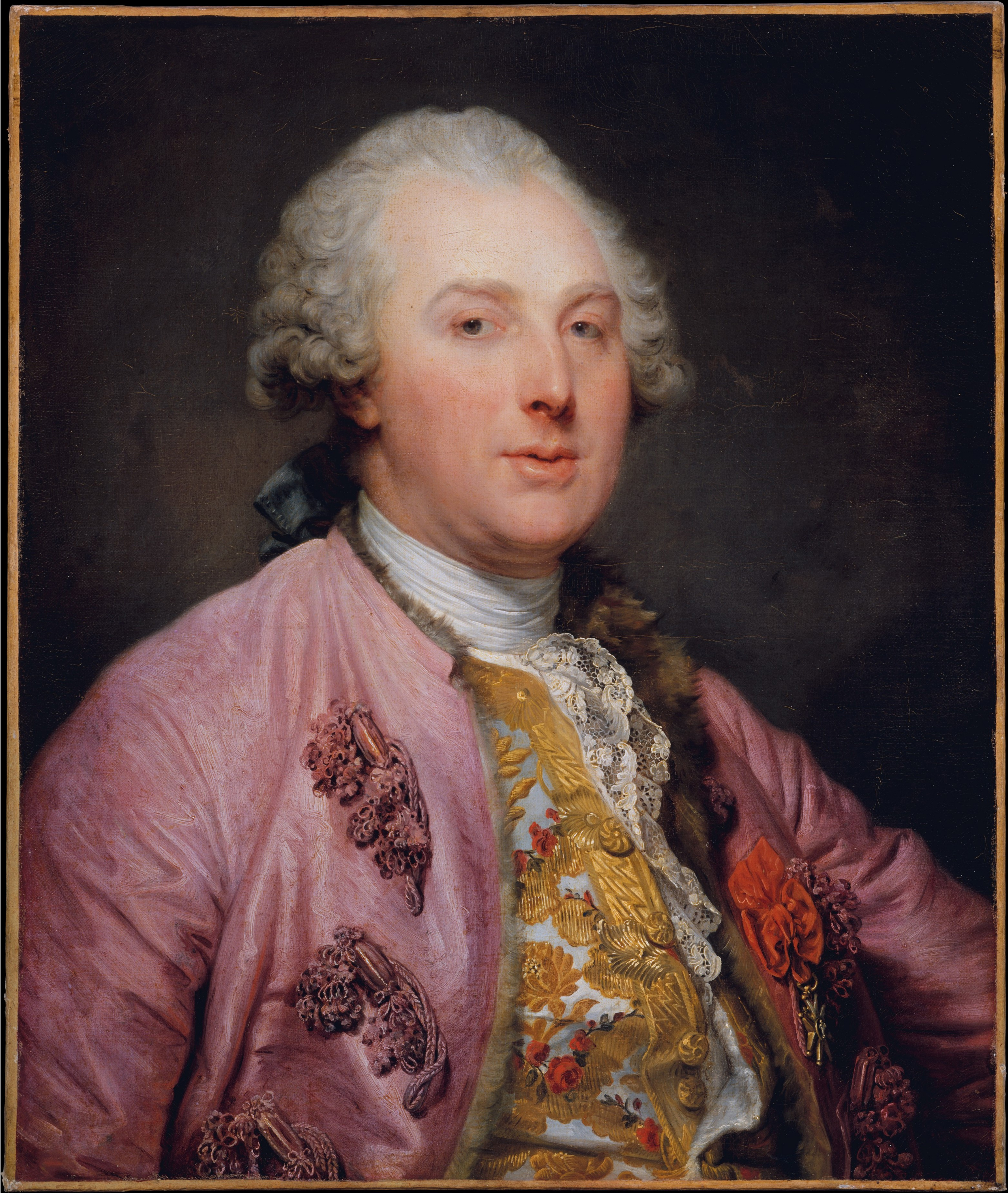
پرتره شارل-کلود فلائو دو لا بیادری اثر ژان-باتیست گروز

شارل-کلود فلائو دو لا بیادری (فرانسوی: Charles-Claude Flahaut de la Billaderie‎؛) (زاده ۱۷۳۰ – درگذشته ۱۸۱۰) ریاست بخش عمارات پادشاهی و مسئول آثار هنری موجود در بناهای سلطنتی فرانسه در دوران لوئی شانزدهم بود.